# Libellula melli
Libellula melli là loài chuồn chuồn trong họ Libellulidae. Loài này được Schmidt mô tả khoa học đầu tiên năm 1948.